# Cratere Fabry
Fabry è un grande cratere lunare di 179,44 km situato nella parte nord-occidentale della faccia nascosta della Luna. A causa della sua posizione appena oltre il bordo, diventa talvolta visibile dalla Terra per effetto delle librazioni: tuttavia anche in queste circostanze la superficie è osservabile solo di taglio ed è impossibile apprezzarne i dettagli.
Questa formazione pur di dimensioni significative si trova sul margine nordoccidentale di un altro cratere ancora più grande, il cratere Harkhebi. Ad ovest di Fabry si trova il cratere Vashakidze, mentre ad est c'è il piccolo cratere Petrie. Poco più a nord c'è il cratere Swann.
L'orlo esterno di Fabry è notevolmente irregolare ed eroso, probabilmente a causa di impatti successivi. Una coppia di piccoli crateri, incluso Fabry H, si trovano sul margine occidentale. Altri più piccoli sono visibili lungo tutto il bordo, in particolare uno che attraversa il margine meridionale, ed una piccola valle che taglia l'orlo settentrionale. Soltanto poche zone del bordo sono rimaste intatte, mentre le altre sono soltanto un anello di terreno montagnoso.
Alcune sezioni dell'interno sono relativamente regolari e livellate, ma la superficie, soprattutto nella regione nordest, è ruvida ed irregolare. Si osserva un picco centrale formato da un massiccio che ricopre quasi un quarto del diametro del cratere da ovest ad est. Al termine sudoccidentale di questa formazione si trova un piccolo cratere, posizionato appena a sudest del centro di Fabry. Il resto del fondo è caratterizzato soltanto da piccoli crateri e dalla superficie ruvida del bordo.
La raggiera che si estende dal cratere Giordano Bruno verso sud passa attraverso il fondo del cratere Harkhebi, e per alcune zone del cratere Fabry. È maggiormente visibile nella parte meridionale del cratere.
Il cratere è dedicato al fisico francese Charles Fabry. 

## Crateri correlati
Alcuni crateri minori situati in prossimità di Fabry sono convenzionalmente identificati, sulle mappe lunari, attraverso una lettera associata al nome.
| Fabry | Coordinate             | Diametro (in km) |
| ----- | ---------------------- | ---------------- |
| H     | 42°01′12″N 105°05′24″E | 36,93            |
| X     | 48°56′24″N 96°37′12″E  | 28,31            |